# Soprillo
El soprillo, saxofón soprillo o saxofón sopranissimo es un instrumento de viento-madera. Es el más pequeño de la familia del saxofón. Está afinado en Si♭ (bemol), una octava más aguda que el saxofón soprano, aunque el teclado se extiende hasta un Mi♭ o Fa. Debido a su pequeño tamaño, la tecla de la octava superior está situada en la boquilla. Es difícil construir un instrumento tan pequeño, y sólo recientemente han sido fabricados verdaderos saxofones sopranissimos. El soprillo es de 12 pulgadas de longitud, 13 pulgadas con la boquilla (30,48 y 33,02 cm, respectivamente).
Debido a su pequeño tamaño y a que requiere una pequeña y centrada embocadura, es difícil interpretar un soprillo, sobre todo en su registro agudo. 